# Monastyryska
Monastyryska (em ucraniano:  Монастириська; em polonês/polaco:  Monasterzyska) é uma cidade da Ucrânia, situada no Oblast de Ternopil. Tem 14,7 km² de área e sua população em 2020 foi estimada em 5.551 habitantes.